# Meridiano 161 E
O meridiano 161 E é um meridiano que, partindo do Polo Norte, atravessa o Oceano Ártico, Ásia, Oceano Pacífico, Oceano Antártico, Antártida e chega ao Polo Sul. Forma um círculo máximo com o Meridiano 19 W.
Começando no Polo Norte, o meridiano 161º Este tem os seguintes cruzamentos:
| País, território ou mar | Notas                                                |
| ----------------------- | ---------------------------------------------------- |
| Oceano Ártico           |                                                      |
| Mar Siberiano Oriental  | Passa entre as Ilhas Medvyezhi, Rússia               |
| Rússia                  | Iacútia Okrug Autónomo de Chukotka Oblast de Magadan |
| Mar de Okhotsk          | Baía de Penjin                                       |
| Rússia                  | Krai de Kamchatka - Península de Kamchatka           |
| Oceano Pacífico         | Passa a leste do Atol Ujelang, Ilhas Marshall        |
| Ilhas Salomão           | Ilha Malaita                                         |
| Mar de Salomão          | Passa a leste da ilha de Guadalcanal, Ilhas Salomão  |
| Mar de Coral            |                                                      |
| Oceano Pacífico         |                                                      |
| Oceano Antártico        |                                                      |
| Antártida               | Dependência de Ross, reivindicada pela Nova Zelândia |